# Ramón Verdú Montes
Ramón Verdú Montes (Jerez de la Frontera, Cádiz, Andalucía, España, 7 de mayo de 1984), conocido deportivamente como Verdú, es un exfutbolista español. Se desempeñaba como lateral izquierdo. Su último club fue  el Xerez Club Deportivo de la Tercera División de España.

## Clubes
| Club                   | País   | Año       |
| ---------------------- | ------ | --------- |
| C. D. Guadalcacín      | España | 2003-2005 |
| U. D. Roteña           | España | 2005-2006 |
| Xerez C. D. "B"        | España | 2006-2007 |
| U. D. Los Barrios      | España | 2007-2008 |
| C. F. Villanovense     | España | 2008-2009 |
| Lorca Deportiva C. F.  | España | 2009-2010 |
| Lorca Atlético C. F.   | España | 2010-2011 |
| Lleida Esportiu        | España | 2011-2012 |
| San Fernando C. D.     | España | 2012-2013 |
| Gimnástic de Tarragona | España | 2013-2015 |
| Marbella F. C.         | España | 2014-2015 |
| Pontevedra C. F.       | España | 2015-2016 |
| C. E. Sabadell F. C.   | España | 2016-2017 |
| Ontinyent C. F.        | España | 2017-2018 |
| C. D. Castellón        | España | 2018-2019 |
| Xerez C. D.            | España | 2019-2020 |
| Real Jaén C. F.        | España | 2020      |
| S. D. Ejea             | España | 2020      |
| Xerez C. D.            | España | 2020-2021 |